# Спортивная гимнастика на летних Олимпийских играх 1912
Соревнования по спортивной гимнастике на летних Олимпийских играх 1912 года проводились на Олимпийском стадионе Стокгольма и проходили только среди мужчин. Также были продемонстрированы показательные "Гимнастические групповые произвольные программы" в которых приняли участие как мужские, так и женские команды.

## Общий медальный зачёт
| Место | Страна         | Золото | Серебро | Бронза | Всего |
| ----- | -------------- | ------ | ------- | ------ | ----- |
| 1     | Италия         | 2      | 0       | 1      | 3     |
| 2     | Норвегия       | 1      | 0       | 1      | 2     |
| 3     | Швеция         | 1      | 0       | 0      | 1     |
| 4     | Дания          | 0      | 1       | 1      | 2     |
| 5     | Финляндия      | 0      | 1       | 0      | 1     |
| 5     | Франция        | 0      | 1       | 0      | 1     |
| 5     | Венгрия        | 0      | 1       | 0      | 1     |
| 8     | Великобритания | 0      | 0       | 1      | 1     |

## Медалисты
| Дисциплина                                   | Золото | Серебро | Бронза |
| -------------------------------------------- | --- | --- | --- |
| Личное первенство                            | Альберто Бралья Италия | Луи Сегюра Франция | Адольфо Тунези Италия |
| Командное первенство                         | Италия · Пьетро Бьянки · Гвидо Бони · Альберто Бралья · Джузепе Доменикелли · Карло Фрегози · Альфредо Голлини · Франческо Лои · Луиджи Майокко · Джованни Маньянте · Лоренцо Маньянте · Серафино Маццароки · Гвидо Романо · Паоло Сальви · Лучано Саворини · Адольфо Тунези · Джорджо Цампори · Умберто Дзанолини · Анджело Дзорци | Венгрия · Йожеф Биттенбиндер · Имре Эрдёди · Саму Фоти · Имре Геллерт · Дьёзё Хаберфельд · Отто Хелльмих · Иштван Херцег · Йожеф Керестешши · Лайош Кметько · Янош Кризманих · Элемер Пасти · Арпад Педери · Йенё Риттих · Ференц Сюц · Эдён Тери · Геза Тули | Великобритания · Альберт Беттс · Уильям Коуиг · Сидней Кросс · Гарри Дикасон · Херберт Дрёри · Бернард Франклин · Леонард Хансон · Сэмюэл Ходжеттс · Чарльз Лак · Уильям Маккьюн · Рональд Маклин · Альфред Мессенджер · Генри Оберхользер · Эдуард Пеппер · Эдуард Поттс · Реджинальд Поттс · Джордж Росс · Чарльз Симмонс · Артур Саузерн · Уильям Титт · Чарльз Вигёрс · Сэмюэл Уолкер · Джон Уитакер |
| Командное первенство по произвольной системе | Норвегия · Исак Абрахамсен · Ханс Бейер · Хартман Бьёрнсен · Альфред Энгельсен · Бьярне Йонсен · Сигурд Йёргенсен · Кнуд Леонард Кнудсен · Альф Лье · Рольф Лье · Тор Лунд · Петтер Мартинсен · Пер Матиесен · Якоб Опдаль · Нильс Опдаль · Бьярне Петтерсен · Фритьоф Селен · Эйстейн Скирмер · Георг Селениус · Сигвард Сиверстсен · Роберт Сьюрсен · Эйнар Стрём · Габриэль Турстенсен · Томас Турстенсен · Нильс Восс                         | Финляндия · Каарло Экхольм · Эйно Форсстрём · Ээро Хювяринен · Микко Хювяринен · Тауно Ильмониеми · Ильмари Кейнянен · Ялмари Кивенхеймо · Карл Лунд · Аарне Пельконен · Ильмари Перная · Арвид Рюдман · Эйно Саастамойнен · Аарне Саловаара · Хейкки Саммаллахти · Ханнес Сирола · Клаус Суомела · Лаури Таннер · Вяинё Тиири · Каарло Вяхямяки · Каарло Васама | Дания · Аксель Андерсен · Ялмарт Андерсен · Хальвор Бирк · Вильгельм Гриммерманн · Арвор Хансен · Кристиан Хансен · Оге Мариус Хансен · Карлес Йенсен · Ялмар Петер Йохансен · Поуль Йёргенсен · Карл Кребс · Виго Мадсен · Лукас Нильсен · Рикард Нордстрём · Стеен Ольсен · Олуф Ольссон · Карл Педерсен · Олуф Педерсен · Нильс Петерсен · Кристиан Свендсен                                          |
| Командное первенство по шведской системе     | Швеция · Пер Бертильссон · Карл-Эренфрид Карлберг · Нильс Гранфельт · Курт Харцель · Освальд Хольмберг · Андерс Хюландер · Аксель Йохан Янсе · Бо Кульберг · Свен Ландберг · Пер Нильссон · Бенкт Норелиус · Аксель Норлинг · Даниэль Норлинг · Свен Росен · Нильс Сильвершельд · Карл Сильверстранд · Джон Сёренссон · Ингве Стирнспец · Карл-Эрик Свенссон · Карл Юхан Свенссон · Кнут Торель · Эдвард Веннерхольм · Клас Версель · Давид Виман | Дания · Петер Андерсен · Вальдемар Бёггильд · Сёрен Петер Кристенсен · Ингвальд Эриксен · Георг Фальке · Торкильд Гарп · Ханс Триер Хансен · Йоханнес Хансен · Расмус Хансен · Йенс Кристиан Йенсен · Сёрен Альфред Йенсен · Карл Кирк · Йенс Киркегорд · Олаф Кемс · Карл Ларсен · Йенс Петер Лаурсен · Мариус Лефевр · Поуль Марк · Эйнар Ольсен · Ганс Педерсен · Ханс Эйлер Педерсен · Олаф Педерсен · Педер Ларсен Педерсен · Йорген Раун · Аксель Сёренсен · Мартин Тау · Сёрен Торборг · Кристен Вадгорд · Йоханнес Винтер | Норвегия · Артур Амундсен · Йорген Андерсен · Трюгве Бёйсен · Георг Брустад · Конрад Кристенсен · Оскар Энгельстад · Мариус Эриксен · Аксель Хенри Хансен · Петтер Холь · Эуген Ингебретсен · Олаф Ингебретсен · Олаф Якобсен · Эрлинг Йенсен · Тор Йенсен · Фритьоф Олсен · Оскар Ольстад · Эдвин Паульсен · Карл Альфред Педерсен · Пауль Педерсен · Рольф Робаш · Сигурд Смебю · Торлейф Торкильдсен  |

## Показательные (выставочные) соревнования
Гимнастические групповые произвольные программы
В рамках этого вида соревнований свои программы продемонстрировали четыре мужские (Венгрия, Дания, Россия, Швеция) и четыре женские (Дания, Норвегия, Финляндия, Швеция) команды. 
Российская команда, состоявшая из офицеров Главной гимнастическо-фехтовальной школы из Санкт-Петербурга, единственная из всех выступивших команд, была награждена "Почётным призовым дипломом".
В этом виде программы, впервые в истории Олимпийских игр, женщины были допущены к гимнастическим состязаниям. Полноценный дебют женщин в олимпийской гимнастической программе состоялся только в 1928 году.